# 大阪音楽大学の人物一覧
大阪音楽大学の人物一覧（おおさかおんがくだいがくのじんぶついちらん）は、大阪音楽大学に関係する人物の一覧記事。

## 大学関係者
- 永井幸次 - 創立者
- 朝比奈隆 - 元教授。名誉教授
- 青柳いづみこ - 教授
- 佐治晴夫 - 客員教授
- 礒山雅 - 客員教授
- 西岡信雄 - 名誉教授、元理事長兼学長
- 田原祥一郎 - 名誉教授
- 横井輝男 - 名誉教授
- 丸谷明夫 - 元特任教授、現客員教授
- 日下部吉彦 - 客員教授
- 平田オリザ - 客員教授
- 水野康孝 - 大阪音楽学校講師
- 本山秀毅 - 元学長

## 出身者
五十音順
- aiko - シンガーソングライター。短期大学部卒
- 相澤睦子 - マリンバ、打楽器奏者
- 赤﨑夏実 - 『元おはよう朝日です』エレクトーン奏者 短期大学部ジャズポピュラー科卒
- 秋山知子 - ミュージカル俳優
- 綾瀬マリア - 声優
- 今井裕 - キーボード奏者、音楽プロデューサー。声楽科中退
- 上西一郎 - 合唱指揮者
- 大河内雅子 - 声優。声楽学科卒
- 大待元輝 - イベントプロデューサー
- 大屋政子 - 歌手、実業家
- 岡素世 - ゲームミュージック作曲家。作曲科作曲専攻卒
- 小椋寛子 - 『おはよう朝日土曜日です』エレクトーン奏者 ピアノ専攻卒業
- 尾崎小百合 - 漫才師（かつみ♥さゆり）（ピアノ科中退）
- 押田誠 - 作曲家。短期大学部卒
- 加藤完二 - 指揮者
- 鴨川清作 - 宝塚歌劇団演出家
- 北川昇 - 作曲家、合唱指揮者
- 北村俊彦 - ミュージックコミュニケーター、作曲家
- 河野正孝 - オーボエ奏者
- 酒井格 - 作曲家。大学院作曲専攻修了
- 坂本政一 - タンゴ楽団指揮者
- SaCo - ミュージジャン（少年カミカゼ）
- 佐藤まゆみ - ミュージカル女優
- 佐野仁美　-　シンガーソングライター
- 佐野晶哉 - アイドル（Aぇ! group）。短期大学部卒
- 下村陽子 - ゲームミュージック作曲家。短期大学部卒
- 白倉一成 - ミュージカル俳優
- 白山博基 - ミュージカル俳優
- スカポンタス - ミュージシャン
- 角梨枝子 - 女優
- DAISUKE（後藤大輔） - サックスプレイヤー（JABBERLOOP）
- DAISUKE（西原大介） - ミュージシャン（BIGBELL）。声楽科卒
- TAKAO（鈴木貴雄） - 歌手、ピアニスト（BIGBELL）。声楽科卒
- 高瀬悠 - ミュージカル俳優
- 高曲伸和 - バリトン歌手、指揮者
- 田中宏幸 - 吹奏楽指導者、元京都橘高等学校吹奏楽部顧問。器楽学科卒
- 谷正人 - サントゥール奏者、民族音楽学者、神戸大学人間発達環境学研究科准教授
- 田村響 - ピアニスト。京都市立芸術大学講師
- 西浦歌織 - ミュージカル俳優
- 西本智実 - 指揮者。作曲学科卒
- 野中図洋和 - 陸上自衛隊中央音楽隊長（第9代・第11代）
- 野々村彩乃 - ソプラノ歌手・声楽科卒
- 野村貴志 - 俳優
- 朴守賢 - 作曲家
- 羽田裕美 - ピアニスト
- 東野美紀 - ゲームミュージック作曲家。作曲学科卒
- 古谷光広 - サクソフォーン奏者。短期大学部卒、大阪音楽大学・短期大学部のジャズ/サクソフォーン講師
- 松尾優 - ミュージカル俳優
- 松岡絵梨子 - 元テレビユー山形・元広島テレビアナウンサー
- 松田浩次 - 作曲家、ゲーム音楽評論家
- 松原清 - オーボエ奏者
- 丸山耕路 - ピアニスト
- 水谷友彦 - ピアニスト
- 宮口治子 - 参議院議員、元フリーアナウンサー。音楽学部声楽科卒
- 山田美也子 - タレント、エッセイスト
- 吉田千恵 - ミュージカル俳優
- 渡邊崇 - 作曲家、音楽プロデューサー